# تسرتساواتس
تسرتساواتس (به صربی: Crcavac) یک روستا در صربستان است که در Leskovac واقع شده‌است. تسرتساواتس ۱۴۱ نفر جمعیت دارد.